# Ключі з Астурії від минулого України
«Ключі з Астурії від минулого України» — праця з топоніміки Костянтина Тищенка. Початком її стало виявлення топонімів України, схожих на імена людей з середньовічних документів Астурії та Галісії (на заході теперішньої Іспанії). Нариси книжки висвітлюють подробиці цієї події та зумовлений нею дальший розвиток теми.

## Історія написання
Видання є шостим томом "прочитаної" з карти історії мовних контактів предків українців. При її створенні використано метод топонімічного контекстування  для виявлення між сусідніми географічними назвами смислових зв'язків, – а відтак і відображених у них подій.
Підставою до написання книги став випадок. Восени 2013 р. було зауважено схожість назви відомого з історії села Трахтемирів з вестготським ім'ям власним Tructemir•o . Таке ім'я часто трапляється у текстах з Астурії та Галісії упродовж Х ст. В основі його виділяють дві морфеми: корінь drauhti(-witoþ) 'військовий (похід)' і формант mereis 'чудовий' . Тоді ж було знайдено кілька інших переконливих пар – с. Говилів, Кисилин, пот. Фрумилів ІФ ~ Gavila, Cisilu, Frumilli. Збіг обох складників (корінь + формант) імен людей X ст. за Піренеями і сіл в Україні пояснити "просто випадком" неможливо. Значить, наші топоніми – репліки тих імен?
Певна частина основ помічених назв виявилася фонетично старшою від основ імен з Астурії та Галісії, – як-от у назвах того ж села Трахтемирів, платформи Торохтяний біля с. Зарічне, сіл Рихальське, Рихли або потоків Фрумилів, Фрунилів ІФ Калуш, річки Авунда. Пор. імена власні вестготс. Tractemirus, Tructin.us, Rikila; Fromilio, Fronilli, Avonda  при давніших готс. drauhti, Rechila; fruma 'перший', fraujinōn 'панувати' , [Avi + unda] . Це і зрозуміло, адже готи прийшли до Дніпра раніше (у II ст.), а вестготи за Піренеї – пізніше (у V ст.). В такому разі наддніпрянські назви – репліки не вестготських, а давніших місцевих готських імен черняхівської пори.
Хоча на мовні контакти середньовічної Іспанії і Наддніпрянщини звернув увагу ще акад. В.М.Топоров у статті 1983 р. про галіндів у Західній Європі , географічна віддаленість цих земель спочатку була перешкодою для композиції книги. Це пояснює появу розділу III про синхронні події на проміжних теренах. Завдяки опорі на ономастичні (а не тільки словникові) джерела у новому світлі постала й низка післяримських подій. Вони склали зміст доданого розділу V. Все це зумовило помітний приріст якісно нових знань про вивчену добу.

## Анотація
| Кілька століть історії Наддніпрянщини проминуло у «близькому зарубіжжі» Риму. Люди черняхівської культури бували тоді й на заході імперії, але слід їхніх контактів вдалося виявити лише тепер. Повний збіг низки основ топонімів України з коренями і формантами 180 власних імен післяримської Астурії і Галісії (Іспанія) дав спочатку вихід до надійнішого розпізнання сусідніх топонімів військової тематики. Через цільовий пошук у тих же районних контекстах упізнано топооснови від слів відомих мов античного часу (латини, грецької, готської, аланської тощо), а також з мов тунгусів (праевенків), нанайців, чжурчженів і монголів, що вказує на етнічний склад гунів. Усього добуто понад 1400 пізньоримських і середньовічних етимологій. Новий рівень знань досягнуто завдяки авторському методу топонімічного контекстування і працям К.Бака, Б.Бахраха, М.Брайчевського, О.Васильєва, Х.Вольфрама, П.Ґолдена, А.Кортезана, О.Коссю, Й.Піля, О.Стрижака, О.Трубачова, В.Цінціус, М.Щукина. |

## Оформлення
У монографії півтора десятки таблиць і майже 300 ілюстрацій: 94 карти (чимало авторських) і 199 чорно-білих зображень – фото дослідників, текстів історичних документів, знайдених археологами артефактів. Кольорові форзац і нахзац сприяють розкриттю структури книги. Великі цифри на форзаці вказують номер нарису, в якому читач знайде основні відомості про відображені в топонімії України історичні зв'язки з цими землями.

## Відгуки
Враження від книги її першого читача і рецензента, професора В.М.Пащенка:
| «Новаторство методу К.Тищенка полягає не лише у трактуванні топонімічних ландшафтів як різновиду текстів з не до кінця зрозумілим сенсом, але й у послідовному застосуванні до топонімії дослідних інструментів синтактики й системного підходу з елементами теорії криптографії. Через контекст вдалося матеріалізувати інакше невловимі історичні зв'язки між сусідніми назвами... Професор К.Тищенко перший спромігся читати топонімічні ландшафти як осмислений текст з історії, – так, як географ читає карту, складаючи з окремих позначок бачення цілого (для повноти аналогії карта мала б ще бути добре потерта)» (стор. 507). |
| «На виході застосування методу К.Тищенка створена і далі якісно й кількісно зростає вражаюча серія цікавих книжок[7]: теперішня – повноцінний шостий том топонімічної історії цілої низки земель Європи. Зміст цих томів апробований статтями у наукових вісниках університетів Києва, Львова, Загреба та в журналах... Яскраві й глибокі за змістом монографії вченого збагатили відразу кілька наук і напрямів дослідження: топоніміку, мовознавство, праісторичні й середньовічні розділи україністики, цілі галузі історії мов і етносів» (стор. 508). |
| «...Стрижень лексико-топонімічних праць К.М.Тищенка – мовний. Хронологічною вимірною рейкою усіх його студій, що надала їм нової якості, стала фундаментальна концепція лексико-топонімічної стратиграфії України, запропонована вченим у 2005 р.[8] і (...) [унаочнена] у вигляді хронологічної схеми з 32 мовних пластів у словнику й топонімії України на відрізку часу в 5 тисяч років: від фінізмів та іранізмів... до літуанізмів, полонізмів, росіянізмів і англо-американізмів (рис. 1). Як наслідок, Україна має чи не найдокладнішу схему етномовної стратиграфії, не раз відображену в монографіях 2006–2012 рр. [див. примітки 4, 9]. Їй присвячено окрему розгортку в «Історичному атласі України» – унікальному виданні Ю.Лози, перший том якого вийшов 2010 року[9]. Це нове бачення топонімічної стратиграфії України К.Тищенко конкретизував на матеріалі 15 тис. топонімів у своєму етимологічному словнику-посібнику «Іншомовні топоніми України»[10]» (стор. 512, 514). |
| «Генетична апробація лексико-топонімічної стратиграфії України. Ще одна неочікувана апробація запровадженої К.Тищенком ідеї кореляції лексичної і топонімічної стратиграфії України прийшла від сучасної генетики. Автор концепції пише про це так: “Усю генетичну різноманітність теперішніх народів унікального Європейського півострова Азії визначає різний пропорційний склад одних і тих самих північно-західних Y-гаполгруп (R1b, I, R1a, N, G2, J2, E1b1b, Т, Q), які внаслідок епохальних переселень давніх скупчень людей опинилися саме в цьому районі... Образно кажучи, гіпотеза фінського походження назв річок України Сож, Яха, Либідь не самоочевидна (хоча є фін. susi 'вовк', joki 'річка', літоп. Либь 'ліви'). Але ця гіпотеза міцніє, відколи в українському словнику також знайдено низку запозичень з мов фінської групи: кульгати, кволий, щур (ест. kulgeda 'ходити', лівс. kūol'iji 'помираючий' від kuolla 'помирати', фінс. hiiri, морд. šever̕ 'миша'). Такі системні відповідності краще протистоять несистемній критиці, – але тепер ще дістають незалежну потужну підтримку від зовсім іншої науки: виявляється, кожний 20-й українець має Y-гаплогрупу N від фінського (лівського, естонського) предка. [На дальших сторінках брошури] показано взаємну відповідність цих трьох рядів незалежних наукових аргументів”[11]» (стор. 516). |
| «Автору поталанило з початком книги. Але ДЕ він його знайшов! К.Тищенко зумів упізнати краще для своїх студій у скромному списку середньовічних імен з Астурії. За парою проб він оцінив “доказовість саме цього масиву антропонімів для подальших студій топонімії України” – тоді, коли це ще нікому не було очевидно. Слід гадати, що тут виник і задум книги: “Зайшовши до районних контекстів через такі гарантовані, а не гіпотетичні назви, можна було чекати надійнішого розпізнання навколо них інших назв тієї ж теми й того ж часу” (с. 9). До цієї думки вчений повертається по півторарічній напруженій праці (с. 502), обґрунтувавши за цей час у книзі понад 1400 нових етимологій з десятків мов, що дає змогу читачеві судити як про обсяг дослідної програми, так і про ступінь досягнення пошукової мети» (стор. 519). |

## Покажчик до книги
У покажчику зібрано 1763 топоніми. З різним ступенем достовірності вони мають кожний одну або кілька з 1434 етимологій, переважно уперше запропонованих у книзі. Для кожного з топонімів вказано пошукову адресу.